# Чернявська Ядвіга Антонівна
Ядвіга Антонівна Чернявська (рос. Ядвига Антоновна Чернявская; 15 березня 1914–2005) — радянський педагог, «лісова вчителька», літературознавець (російська дитяча література).

## Біографія
Народилася 15 березня 1914 року в селі Олександрівка Могильовської губернії Російської імперії (сьогодні — село Рогачовського району Гомельської області Білорусі) в сім'ї робітника. Закінчила школу-семирічку.
Учителем стала в 16 років — з 1930 по липень 1932 року працювала в двокомплектній початковій школі села Пучин Брагінського району.
За її спогадами — заняття в школі йшли в три зміни — вечорами за парти сідали дорослі, ліквідували свою неграмотність.
У 1933—1937 роках навчалася в Мінському педагогічному інституті імені А. М. Горького.
У 1937—1940 роках викладала російську мову і літературу в Мстиславському педучилищі. У березні 1940 року переведена в Брестське педагогічне училище.

### Німецько-радянська війна
Учасник партизанського руху в Білорусії з серпня 1941 по 2 серпня 1944 року.
З початком окупації Бреста брала участь у комсомольському підпіллі, за дорученням підпільного міськкому партії в липні 1942 року поступила на роботу вантажницею на речовий склад. Добувала для партизан речі і ліки, читала вантажникам отримані від партизан зведення Радінформбюро.
Відправки до Німеччини острбайтером уникла, сховавшись під час конвоювання на вокзал, місяць ховалася.

### «Лісова вчителька»
Пішла в партизанський загін імені Макаревича (бригада ім. Свердлова Брестського партизанського з'єднання, командир С. І. Сікорський).
До осені 1943 року партизанами було створено три сімейних табори, в кожному з яких було понад 1500 осіб. Найбільшим був «другий» розташований на острові «Петруся».
За рішенням підпільного обкому партії в сімейних таборах було організовано «лісові» школи для дітей партизан, станом на 1 травня 1944 року в них навчалися 490 дітей.
«Друга лісова школа», в якій вчителями були Я. А. Чернявська та В. Г. Іванова, була найбільшою — в ній навчалося 93 учні, з них 61 першокласник. Школа також відома як «школа під Дубом», так як розташовувалася під двома могутніми дубами. Заняття тривали по 4-5 годин, потім обідали і знову йшли в школу виконувати домашнє завдання.
Особливу роль Ядвіги Антонівни Чернявської в організації взагалі всієї системи «лісових шкіл» зазначив Володимир Кирилович Яковенко:
|  | З особливою теплотою згадують колишні діти і партизани одну лісову школу, мабуть найбільшу в партизанських краях. Вона розташовувалася на невеликому острівці в глибині спорівського болота, за півкілометра від другого сімейного табору загону імені Макаревича. Її організаторами стали дві юні брестчанки Ядвіга Чернявська та Віра Іванова, давні подруги, а в недалекому минулому — випускниці обласного педагогічного училища. … Минуло зовсім небагато часу з дня початку занять, як Друга лісова перетворилася в базову для всіх інших шкіл партизанської зони. Сюди за методичним досвідом викладання в умовах лісового життя приїжджали вчителі Олена Несветаєва (Перша лісова школа), Анастасія Прядун (Третя лісова школа), Віра Хоружая і Галина Рябчевська (Четверта лісова школа), Зінаїда Пясковська (школа сімейного табору загону імені Жданова) і багато інші. Віра Іванова розучувала з малюками вірші Олександра Сергійовича Пушкіна і Якуба Коласа, слова і мелодії улюблених радянських пісень, старша піонервожата Олена Мулярчук готувала їх до прийому в піонери, а Ядвіга Чернявська проводила репетиції літературного монтажу „Були для дітей“ Сергія Михалкова, а також написаної нею п'єси „Юні месники“. … З 1 вересня 1944 року, вже після визволення Білорусії від окупації, всі „випускники“ партизанських шкіл з успіхом стали продовжувати навчання в нормальних умовах, з них не було жодного другорічника. Всім цим вони безперечно були зобов'язані своїм чудовим педагогам — Ядвізі Антонівні Чернявській і Вірі Георгіївні Івановій. Саме їм, їх непересічному досвіду і діловим якостям, зобов'язана Друга лісова школа тією популярністю, якої вона абсолютно заслужено користувалася серед партизан і жителів навколишніх сіл |

### Після війни
Після звільнення Бреста від нацистів влітку 1944 року повернулася в місто.
Продовжила роботу в педучилищі, яке стало з 1945 року Брестським державним педагогічним інститутом імені О. С. Пушкіна.
Працювала викладачем, потім старшим викладачем кафедри російської літератури, завідувала кафедрою російської літератури (1963—1969), доцент кафедри (1969—1994).
У грудні 1956 року прийнята в члени партії, була обрана секретарем партійної організації інституту.
У жовтні 1961 року захистила в Інституті літератури імені Янки Купали кандидатську дисертацію на тему «Драматургія Кузьми Чорного».
Померла в 2005 році на 91-му році життя.

## Праці
Є автором і співавтором ряду витримали кілька перевидань посібників для вчителів і хрестоматій з дитячої літератури, високо оцінених педагогами:
|  | П'ять років тому в Мінську вперше вийшов навчальний посібник „Російська радянська дитяча література“, і ось зараз студенти і викладачі факультетів початкового навчання з радістю отримали наступну книгу тих же авторів — Я. А. Чернявської і І. І. Розанова. Поява хрестоматії — початок доброї і потрібної справи, початок конкретної допомоги сьогодення та майбуття вчителю початкової школи в роботі з талановитою книгою. Відкриваєш хрестоматію і радієш їй ще до зустрічі з улюбленими авторами |

Платоненко В. М., доцент Шадринського педагогічного інституту, журнал «Народна освіта», 1990.

## Нагороди
За участь у Другій світовій війні:
- Медаль «За відвагу»
- Медаль «20 років перемоги у Великій Вітчизняній війні 1941—1945 рр.»
- Медаль «50 років Збройних Сил СРСР»
- Знак «25 років перемоги у Великій Вітчизняній війні»
- Орден Вітчизняної війни 2-го ступеня (1985)
- Знак «Ветеран війни 1941—1945 років» (2000)

За трудові заслуги:
- Медаль «За трудову відзнаку»
- Медаль «За доблесну працю. В ознаменування 100-річчя з дня народження Володимира Ілліча Леніна»
- Знак «Відмінник народної освіти БРСР» (1971)
- Грамота Президіуму Верховної ради БРСР (1972)
- Звання «Заслужений працівник культури БРСР» (1980)

## Пам'ять
У 2014 році в Бресті на будинку № 57 по вулиці Машерова, де в 1965—2005 роках жила Я. А. Чернявська, було встановлено меморіальну дошку.

## У культурі
Разом з іншими вчителями «лісової школи» є персонажем оповідання Л. Очаківської «Азбука на бересті».
У 1969 році студією «Діафільм» за оповіданням був створений диафильм, художник Г. Сояшников.